# シャ乱Qベスト 〜四半世紀伝説〜
『シャ乱Qベスト ～四半世紀伝説～』（しゃらんキューベスト しはんせいきでんせつ）は、シャ乱Q6枚目のベスト・アルバム。2013年8月21日にソニー・ミュージックダイレクトより発売された。

## 概要
結成25周年記念のベスト・アルバム。Blu-Spec CD2仕様。12曲のシングル表題曲、4曲のアルバム収録曲、1曲のカップリングより構成。

## 収録曲
全曲編曲：シャ乱Q（特記以外）
1. ズルい女
作詞・作曲：つんく　編曲：たいせー＆シャ乱Q
ホーンアレンジ：森宣之
2. シングルベッド
作詞：つんく　作曲：はたけ　編曲：鳥山雄司・シャ乱Q
3. 上・京・物・語
作詞：まこと　作曲：はたけ　編曲：鳥山雄司・シャ乱Q
4. いいわけ
作詞・作曲：つんく
5. 空を見なよ
作詞：まこと　作曲：はたけ
6. こんなにあなたを愛しているのに
作詞：まこと　作曲：はたけ
7. My Babe 君が眠るまで
作詞・作曲：つんく
8. 涙の影
作詞：つんく　作曲：はたけ
ストリングスアレンジ：前嶋康明
9. 恋をするだけ無駄なんて
作詞：つんく・まこと　作曲：はたけ　編曲：鳥山雄司・シャ乱Q
10. 愛 Just on my Love
作詞・作曲：つんく　編曲：前嶋康明・シャ乱Q
11. パワーソング
作詞・作曲：つんく
12. 18ヶ月
作詞：つんく　作曲：つんく・はたけ　編曲：白井良明・シャ乱Q
13. そんなもんだろう
作詞：つんく　作曲：はたけ
14. 大阪エレジー
作詞:つんく　作曲:はたけ
15. 君の香りがする雨
作詞：まこと　作曲：はたけ
16. ラーメン大好き小池さんの唄
作詞：つんく　作曲：シャ乱Q　編曲：白井良明・シャ乱Q
17. 今宵はありがとう
作詞・作曲：つんく